# Aarok
Aarok — військовий дрон середньої висотності, розроблений французькою компанією Turgis et Gaillard Groupe. Відноситься до типу «Middle Altitude Long Endurance» (скорочено, MALE), розміром із пасажирським літаком із дистанційним пілотуванням. Здатний літати без зупинок протягом 24 годин завдяки своєму турбогвинтовому двигуну. Використовується для спостереження, розвідки, ретрансляції зв'язку та нанесення авіаударів.
Розробка велась із 2020 року, а публічна презентація відбулась у червні 2023 року під час виставки в Паризькому авіасалоні 2023.

## Історія
Розробка Aarok розпочалась в червні 2020 року і велася в умовах великої секретності та за підтримки Генерального директорату озброєнь (DGA), який контролює контракти та розробки озброєнь для французької армії. Прототип був розроблений за кошти компанії Turgis and Gaillard, без замовлення з боку держави. Витрати оцінюють від 10 до 20 мільйонів євро.

## Російсько-українська війна
У жовтні французька Turgis & Gaillard підписала угоду з українським підприємством «Антонов» про локалізацію виробництва безпілотника в Україні для ЗСУ на базі Aarok. Згідно плану  в Україні виготовлятиметься менша та дешевша версія дрона уже до кінця 2024 року.

## Характеристики
- Розмах крил —  22 м
- Довжина —  14 м
- Тривалість польоту —  24-30 год
- Макс. злітна маса —  5,5 т
- Вантажопідйомність — 1.5 т
- Швидкість польоту — 463 км/год

## Дизайн
Завдяки дуже класичній конфігурації дрон Aarok виглядає як бойовий літак 1930-х років: одномоторний моноплан із низьким прямим крилом без двогранної форми.

## Озброєння
Aarok має шість точок підвіски і може нести до 1,5 тонни боєприпасів. Залежно від конфігурації він може бути озброєний 4 керованими бомбами Safran AASM вагою 250 кг або легкою протикорабельною  ракетою MBDA чи двома протитанковими ракетами типу AGM-114 Hellfire або AKERON MP. 